# Lissette Antes
Lissette Alexandra Antes Castillo (ur. 2 maja 1991) – ekwadorska zapaśniczka. Dwukrotna olimpijka. Zajęła dziewiąte miejsce w Londynie 2012 w kategorii 55 kg i dziewiętnaste w Rio de Janeiro 2016 w wadze 58 kg.
Piąta na mistrzostwach świata w 2014. Złota medalistka igrzysk panamerykańskich w 2019 i brązowa w 2011 i 2015. Mistrzyni panamerykańska w 2014 i 2019. Złota medalistka igrzysk Ameryki Południowej w 2014, srebrny medal w 2010. Pierwsza na mistrzostwach Am.Płd w 2009 i 2011. Triumfatorka igrzyskach boliwaryjskich w 2013 roku.
Jej siostry Dennise Antes i Mayra Antes są również zapaśniczkami.